# Bunk Johnson
William "Bunk" Johnson, född  27 december 1879 i New Orleans, Louisiana, död 7 juli 1949 i New Iberia, Louisiana, var en amerikansk jazztrumpetare och kornettist.

## Uppväxt och tidig karriär

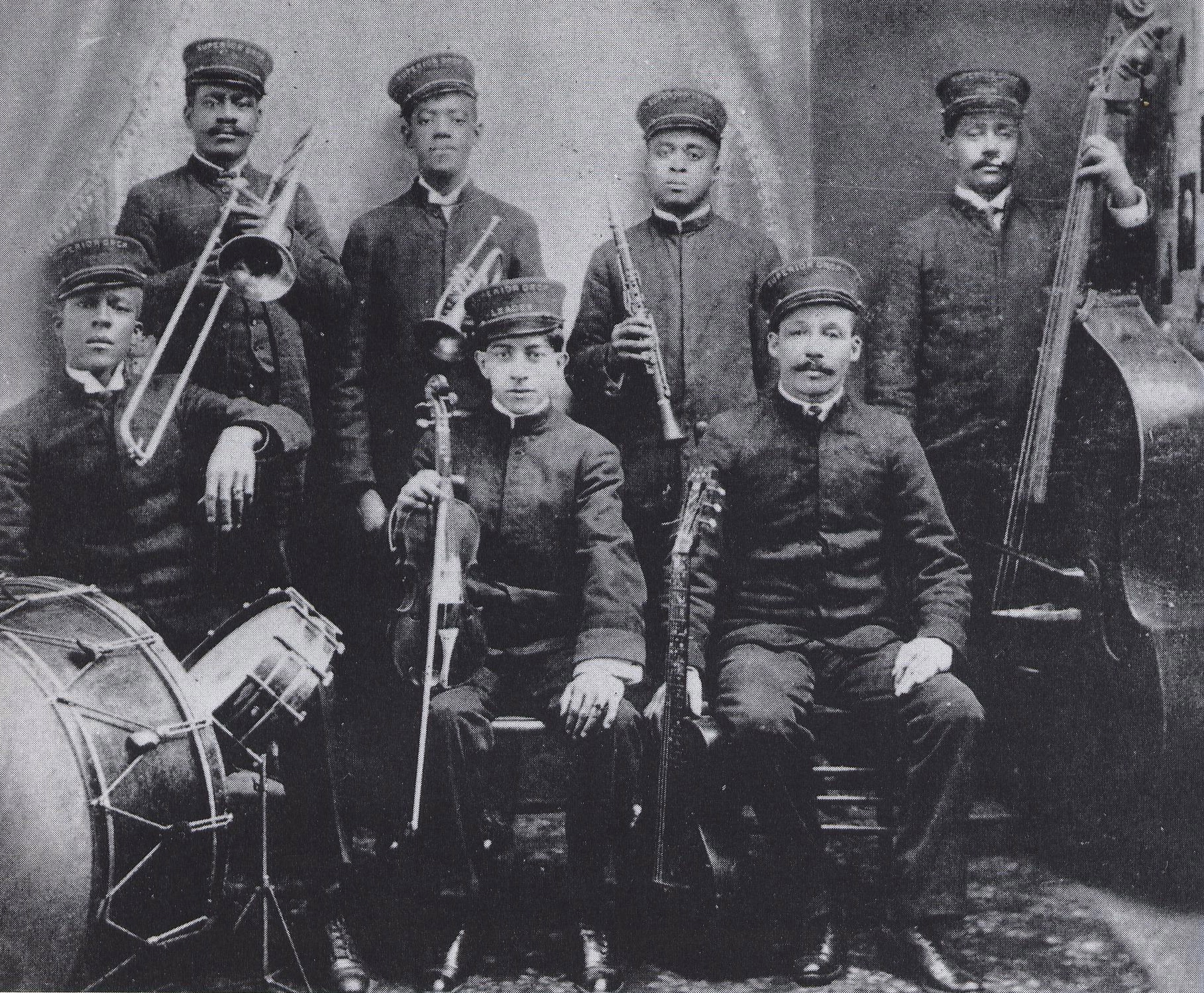
Superior Orchestra 1910. Bunk Johnson står i bakre raden som nummer två från vänster, med kornett i handen

Mycket är omtvistat vad gäller Bunk Johnsons tidiga år, inte minst hans födelseår. Själv hävdade han att han föddes den 27 december 1879. Andra menar att han var betydligt yngre, att han föddes den 27 december 1889. Peter Hanley och Lawrence Gushee har försökt att fastställa årtalet och stannar för 1885, men är öppna för en senare tidpunkt.
Bunk Johnson växte upp i New Orleans och studerade vid New Orleans University. Detta var inget universitet utan en vanlig skola för svarta, bland annat känd för sin musikutbildning. Det kan ha varit där Johnson lärde sig läsa noter och spela kornett eller trumpet, men andra uppgifter förekommer också. Klart är att han senare föredrog att spela tillsammans med musiker som kunde läsa noter.
Under 1900-talets första årtionde turnerade Johnson som musiker med cirkusar och vaudevillesällskap. Han har berättat att han denna period också spelade i fartygsorkestrar och därvid besökte andra länder. 1910 var han med i Superior Orchestra, den för tiden mest framgångsrika orkestern i New Orleans. 1911-14 spelade han med Eagle Band som hade ett råare uttryck i sin musik. Den unge Louis Armstrong (född 1901) hörde honom spela där. Bland musikerna i bandet fanns klarinettisten Sidney Bechet (född 1897).
Vid mitten av 10-talet bosatte Johnson sig i Alexandria i centrala Louisiana och senare i New Iberia i södra Louisiana. Fram till slutet av 1920-talet spelade han med olika orkestrar på många orter i södra USA men inte mycket är känt om dessa år. 1929 träffade han sin blivande hustru Maude.
Under 1930-talet spelade Bunk Johnson alltmer sällan och från 1935 knappt alls. Han hade med tiden förlorat sina framtänder och kunde därför inte spela kornett längre. Den hade för övrigt blivit förstörd. Han livnärde sig som lantarbetare och med andra tillfälliga arbeten.

## Återkomsten

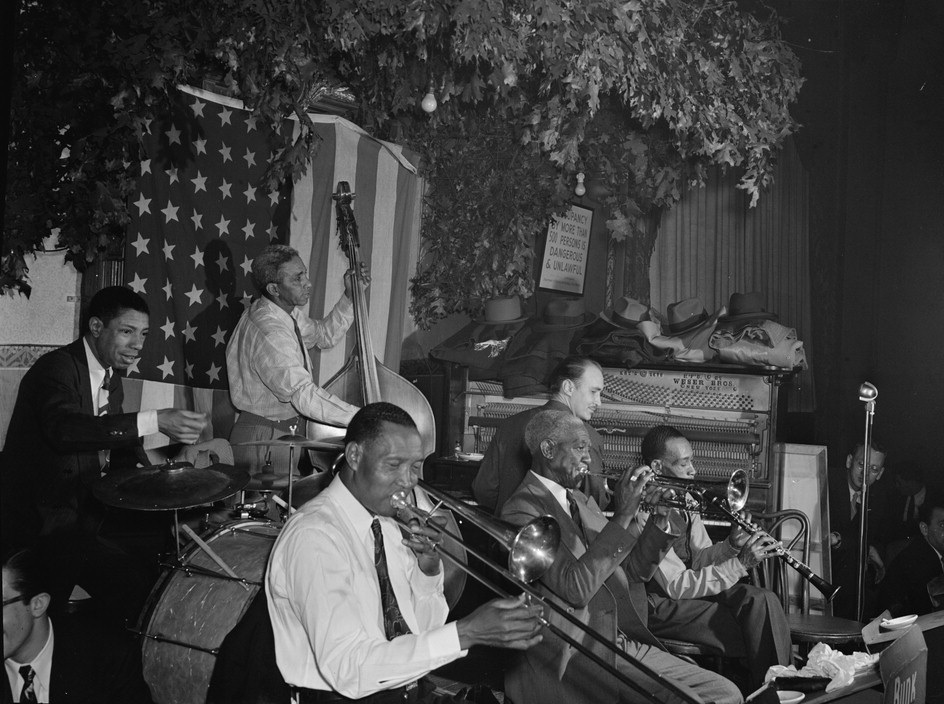
Bunk Johnsons band vid spelning i New York 1946. I främre raden Jim Robinson (trombon), Bunk Johnson (trumpet) och George Lewis (klarinett)

Vid slutet av 1930-talet började vita intellektuella att intressera sig för jazzens tidiga historia, bland andra Fredric Ramsey, Steve Smith och William Russell. De gav 1939 ut den epokgörande antologin Jazzmen, där de och andra skribenter skildrade jazzens utveckling. Boken blev en startpunkt för det som kom att kallas The New Orleans revival. I arbetet med boken intervjuade Russell jazzveteraner som ofta nämnde "Bunk" som en av de bästa kornettisterna, även om man var osäker på hans efternamn. Louis Armstrong kunde ge besked; han hade nyligen stött på Bunk Johnson i New Iberia. Russell och Smith fick brevkontakt med Johnson. Detta blev inledningen till Bunks stora återkomst på scenen.
Johnson berättade utförligt för Russell och Smith om jazzen i New Orleans vid början av seklet. Han skrev också att han fortfarande skulle kunna "stomp myself some trumpet" om han bara hade haft en trumpet och löständer. Man ordnade en insamling och lyckades förse Johnson med både trumpet och nya tänder.
1942 gjorde Bunk Johnson sin första grammofoninspelning med en i hast hopplockad orkester i en improviserad studio i New Orleans. George Lewis spelade klarinett. Ljudåtergivningen blev inte den bästa men "[v]italiteten och den opolerade orkesterbehandlingen gör att orkestern helhjärtat kan ta ut hela känslosamheten i ofta ganska sentimentala melodier. [- - -] Inspelningarna från Grunewalds pianolager är några av de mest genuina exempel vi har på tidig New Orleans-jazz". (Harding 1991)
Bunk Johnsons namn spreds nu i jazzkretsar över hela USA. 1943-44 spelade han i San Francisco och i början av 1945 med Sidney Bechet i New York. Nya skivor spelades in, nu i riktiga inspelningsstudior. Sommaren 1945 gjorde Bunk Johnsons orkester med George Lewis stor succé i New York. Han hyllades i tidningsartiklar. Nya spelningar följde i New York, Chicago och på andra platser.
1948 drabbades Bunk Johnson av stroke. Hans vänstra arm och sida förlamades. Han avled i sitt hem i New Iberia den 7 juli 1949.

## Eftermäle

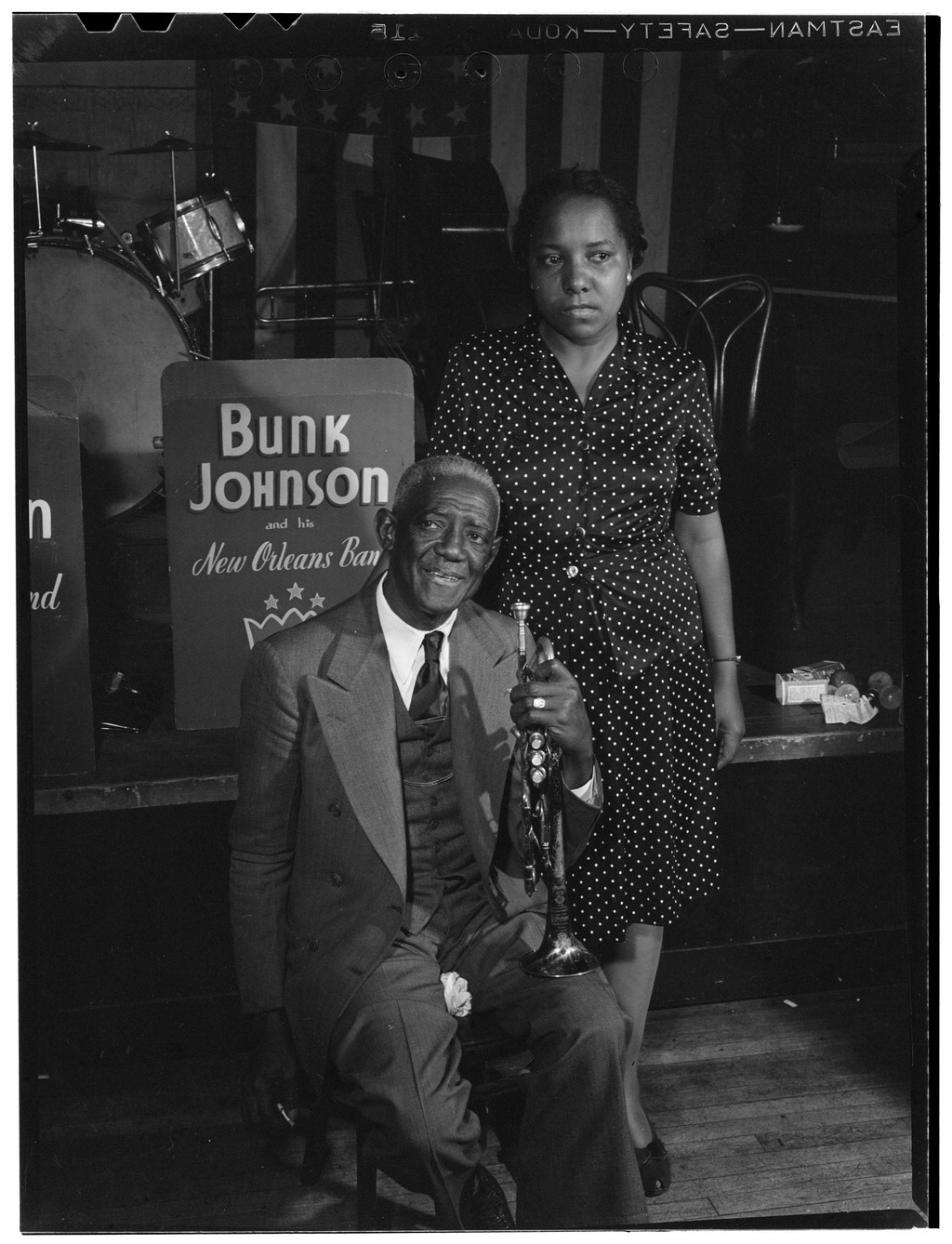
Bunk Johnson och hans hustru Maude 1946

Sentida jazzforskare menar att Johnson överdrivit sin egen betydelse för den tidiga jazzen. Han påstod bland annat att han spelade med Buddy Bolden i slutet av 1890-talet, något som inte kunnat beläggas och verkar osannolikt om han var född 1889. (Smeknamnet "Bunk" betydde på amerikansk slang "skryt".) 
Johnson och andra äldre jazzmusiker blev på 1940-talet i viss mån påtvingade en musikstil som de inte själva valde. Den bild som Russell och andra entusiaster förmedlade av den tidiga New Orleans-jazzen verkar ha formats av en romantisk längtan tillbaka till en "äkta" eller "ursprunglig" musik, som kanske aldrig fanns. Även Bunk Johnson bidrog till denna mytbildning. Alla är dock överens om att han var en skicklig jazzmusiker i det tidiga 1900-talets New Orleans och att han då spelade med flera av tidens stora namn. Han var också viktig för den renässans New Orleans-jazzen fick på 1940-talet.

## Kuriosa
Poeten och jazzkännaren Gunnar Harding gav 1982 ut en LP-skiva tillsammans med Sumpens Swingsters, Jazz & Poesi. Skivomslaget, tecknat av Jan Lööf, visar ett evenemang där Harding läser dikt och Sumpens Swingsters spelar. In på scenen kommer helt oväntat Bunk Johnson. "Han lever! Det var det jag visste" tänker Harding.